# Río Ailette
El río Ailette es un corto río de Francia, un afluente por la izquierda del río Oise. Discurre enteramente por el departamento de Aisne. Sus fuentes, situadas cerca de Craonne, se encuentran a 200 m sobre el nivel del mar. Desemboca en el Oise en Manicamp.
Su longitud es de 59,50 km y su cuenca abarca 540 km². 
Fue escenario de batallas durante la Primera Guerra Mundial, al encontrarse parte de su curso en paralelo al Chemin des Dames.
- Datos: Q405073
- Multimedia: Ailette (rivière) / Q405073